# Зоран Глушчевић
Зоран Глушчевић (Ужичка Пожега, 23. мај 1926 – Београд, 11. мај 2006) био је српски књижевник, преводилац, књижевни и ликовни критичар и есејиста. Његов легат налази се у Удружењу за културу, уметност и међународну сарадњу „Адлигат” у Београду.

## Биографија
Зоран Глушчевић рођен је 23. маја 1926. године у Ужичкој Пожеги. У Пожаревцу и Београду похађао је гимназију, након чега је дипломирао на Филозофском факултету у Београду, на катедри за германистику. Био је ожењен за Милку Лучић Глушчевић, новинарку и дугогодишњу уредницу Културног додатка листа „Политика".
Веома рано се афирмисао на књижевној и културној сцени. Бавио се немачком књижевношћу, превођењем, писањем есеја, драма за радио и телевизију, студија и критика. За собом је оставио око тридесетак књижевних дела. Приредио је и први објавио сабрана дела немачког нобеловца Хермана Хесеа, а важио је за једног од најбољих познавалаца Хесеовог опуса, као и стваралаштва Франца Кафке. Са Марицом Јосимчевић и Радованом Поповићем, приредио је и сабрана дела Исидоре Секулић.
Био је уредник листа „Уметност и критика", затим Издавачког предузећа „Вук Караџић" и Издавачког завода „Југославија" и главни и одговорни уредник „Књижевних новина". У „Књижевним новинама” је 1969. године објавио текст у којем је осудио улазак војних трупа СССР у Чехословачку, због чега је осуђен на шест месеци затвора. Био је политички ангажован интелектуалац, што показују и његова дела „Косово и никад краја” (1989), „Ратне игре око Косова” (1999) и „Ф-117, или, Суноврат НАТО стратегије" (1999), у којима критикује међународну политику према Косову и СЦГ.
Зоран је био председник Удружења књижевника Србије, као и председник жирија за доделу НИН-ове награде. Добитник је бројних награда и признања, од којих су неке Октобарска награда града Београда 1966. године, за дело „Путевима хуманитета".

## Легат Зорана и Милке Глушчевић
Јуна 2018. године Милка Лучић, Зоранова удовица, формирала је легат „Зорана и Милке Глушчевић“ у Удружењу за културу, уметност и међународну сарадњу „Адлигат". Том приликом Удружењу је поклоњена њихова цела библиотека стране литературе, као и мноштво награда и других предмета из заједничког стана Милке и Зорана. Легат се налази у Музеју српске књижевности на Бањици.

## Дела
- Како се посматра књижевно дело (1953)
- Путеви хуманитета I и II (1964, 1965)
- Пером у рабош (1966)
- Епоха романтизма (1966)
- Романтизам (1967)
- Мит, књижевност и отуђење (1970)
- Студија о Кафки (1971)
- Кафка: Кључеви за Замак (1972)
- Алфа и омега (1975)
- Кафка: кривица и казна (1980)
- Поезија и магија, есеји о песницима (1980)
- Косово и никад краја (1989)
- Ф-117, или, Суноврат НАТО стратегије (1999)
- Ратне игре око Косова (1999)
- Сава Ракочевић, монографија о савременом српском сликару (2001)
- Окултна моћ (2001)
- Мефисто и он, роман (2005)
- Гете (2011)